# Mansfield (Illinois)
Mansfield é uma vila localizada no estado americano de Illinois, no Condado de Piatt.

## Demografia
Segundo o censo americano de 2000, a sua população era de 949 habitantes.
Em 2006, foi estimada uma população de 932, um decréscimo de 17 (-1.8%).

## Geografia
De acordo com o United States Census Bureau tem uma área de
1,4 km², dos quais 1,3 km² cobertos por terra e 0,1 km² cobertos por água. Mansfield localiza-se a aproximadamente 222 m acima do nível do mar.

## Localidades na vizinhança
O diagrama seguinte representa as localidades num raio de 16 km ao redor de Mansfield.